# وستدیل (تگزاس)
وستدیل (به انگلیسی: Westdale) یک منطقهٔ مسکونی در ایالات متحده آمریکا است که در شهرستان جیم ولز، تگزاس واقع شده‌است. وستدیل ۹٫۸ کیلومتر مربع مساحت و ۲۹۵ نفر جمعیت دارد و ۶۵ متر بالاتر از سطح دریا واقع شده‌است.